# Рашич, Милан
Ми́лан Ра́шич (серб. Милан Рашић / Milan Rašić, родился 2 февраля 1985 года в городе Ниш) — сербский волейболист, центральный блокирующий сборной Сербии, бронзовый призёр чемпионата мира 2010, чемпион Европы 2011, бронзовый призёр чемпионата Европы 2013; чемпион Сербии сезона 2007/2008 и обладатель Кубка Сербии 2009 года в составе «Црвены Звезды», трёхкратный победитель чемпионата и Кубка Словении (2011, 2012, 2013) в составе команды «Любляна». В настоящее время выступает за французский клуб «Канны».

## Участие в международных турнирах
Для Мировой лиги указано место проведения «финала шести».
| Год  | Турнир           | Место проведения | Результат |
| ---- | ---------------- | ---------------- | --------- |
| 2010 | Чемпионат мира   | Италия           | 3 место   |
| 2011 | Чемпионат Европы | Австрия · Чехия  | 1 место   |
| 2011 | Мировая лига     | Польша           | 9 место   |
| 2011 | Кубок мира       | Япония           | 8 место   |
| 2012 | Мировая лига     | Болгария         | 9 место   |
| 2012 | Олимпийские игры | Великобритания   | 9 место   |
| 2013 | Мировая лига     | Аргентина        | 8 место   |
| 2013 | Чемпионат Европы | Дания · Польша   | 3 место   |